# Dörgicse
Dörgicse [dergiče] je obec v Maďarsku v župě Veszprém, spadající pod okres Balatonfüred. Nachází se asi 15 km jihozápadně od Balatonfüredu a asi 28 km jihozápadně od Veszprému. V roce 2015 zde žilo 258 obyvatel. Dle údajů z roku 2011 tvoří 93,1 % obyvatelstva Maďaři, 4,4 % Němci, 0,4 % Romové a 0,4 % Poláci, přičemž 6,9 % obyvatel se ke své národnosti nevyjádřilo.

## Sousední obce
| Růžice kompasu | Mencshely     |              | Vászoly       | Růžice kompasu |
| Růžice kompasu | Balatoncsicsó | Sever        |               | Růžice kompasu |
| Růžice kompasu | Balatoncsicsó | Dörgicse     |               | Růžice kompasu |
| Růžice kompasu | Balatoncsicsó | Jih          |               | Růžice kompasu |
| Růžice kompasu | Szentantalfa  | Balatonakali | Balatonudvari | Růžice kompasu |